# Wat Mahathat (Bangkok)

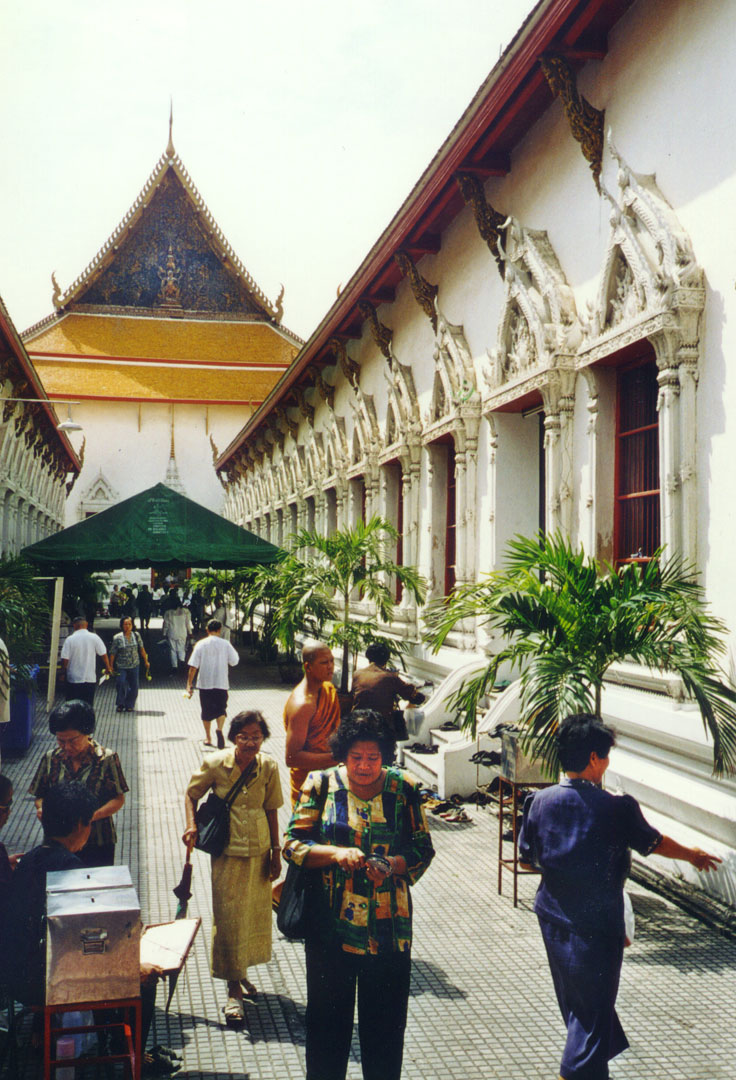
Ubosot (rechts) und Mondop, Wat Mahathat in Bangkok

Wat Mahathat, vollständiger Name: Wat Mahathat Yuwarat Rangsarit Ratchaworamaha Wihan (Thai: วัดมหาธาตุ ยุวราชรังสฤษฎิ์ ราชวรมหาวิหาร), ist eine der ältesten buddhistischen Tempelanlagen (Wat) in Bangkok, Thailand. Er ist ein Königlicher Tempel Erster Klasse und das wichtigste Zentrum des Mahanikai-Ordens.
Wat Mahathat liegt in der Altstadt von Bangkok, der Rattanakosin-Insel, nördlich des Großen Palasts, am zentralen Sanam Luang im Bangkoker Bezirk Phra Nakhon. Auf seinem Gelände befindet sich die buddhistische Mahachulalongkornrajavidyalaya-Universität.

## Geschichte

### Umbau durch den Uparat
Der Tempel, der heute Wat Mahathat Yuwarat Rangsarit genannt wird, bestand bereits vor der Gründung Bangkoks 1782 durch König Phra Phutthayotfa Chulalok (Rama I.): Wat Salak (Thai: วัดสลัก – Gemeißelter Tempel) lag zum Mae Nam Chao Phraya (Chao-Phraya-Fluss) hin ausgerichtet zwischen den beiden geplanten Palästen des Königs und seines Uparat. Hinter ihm lag ein weitläufiges, freies Gelände, welches später zur Kremation der siamesischen Könige benutzt wurde.
Die räumliche Anordnung der Gebäude des alten Klosters störte jedoch die Stadtplanung der neuen Hauptstadt des siamesischen Königreiches. Die Stadtmauer führte mitten durch das Kloster, so dass es vom Fluss abgeschnitten war. Der Zweite König (Uparat) Boworn Maha Surasinghanat (Thai: กรมพระราชวังบวรมหาสุรสิงหนาท), jüngerer Bruder von König Phra Phutthayotfa, beschloss, das gesamte Kloster umzubauen, um es so seiner Position zwischen zwei Königspalästen würdig zu machen. Der Umbau begann 1783 gleichzeitig mit der Neukonstruktion des „Vorderen Palastes“ (Wang Na), dem Palast des Uparat, welcher direkt nördlich an das Kloster anschloss. Der neue Tempel war nach Osten zum „Königsplatz“ hin ausgerichtet, die Wohnungen der Mönche (Kuti) wurden im hinteren Teil des Wat Salak errichtet. Die Anordnung der heiligen Gebäude im Phutthawat, Ubosot, Wihan und Mondop, ist seit jener Zeit nicht mehr geändert worden.

### Wat Nibbanarama

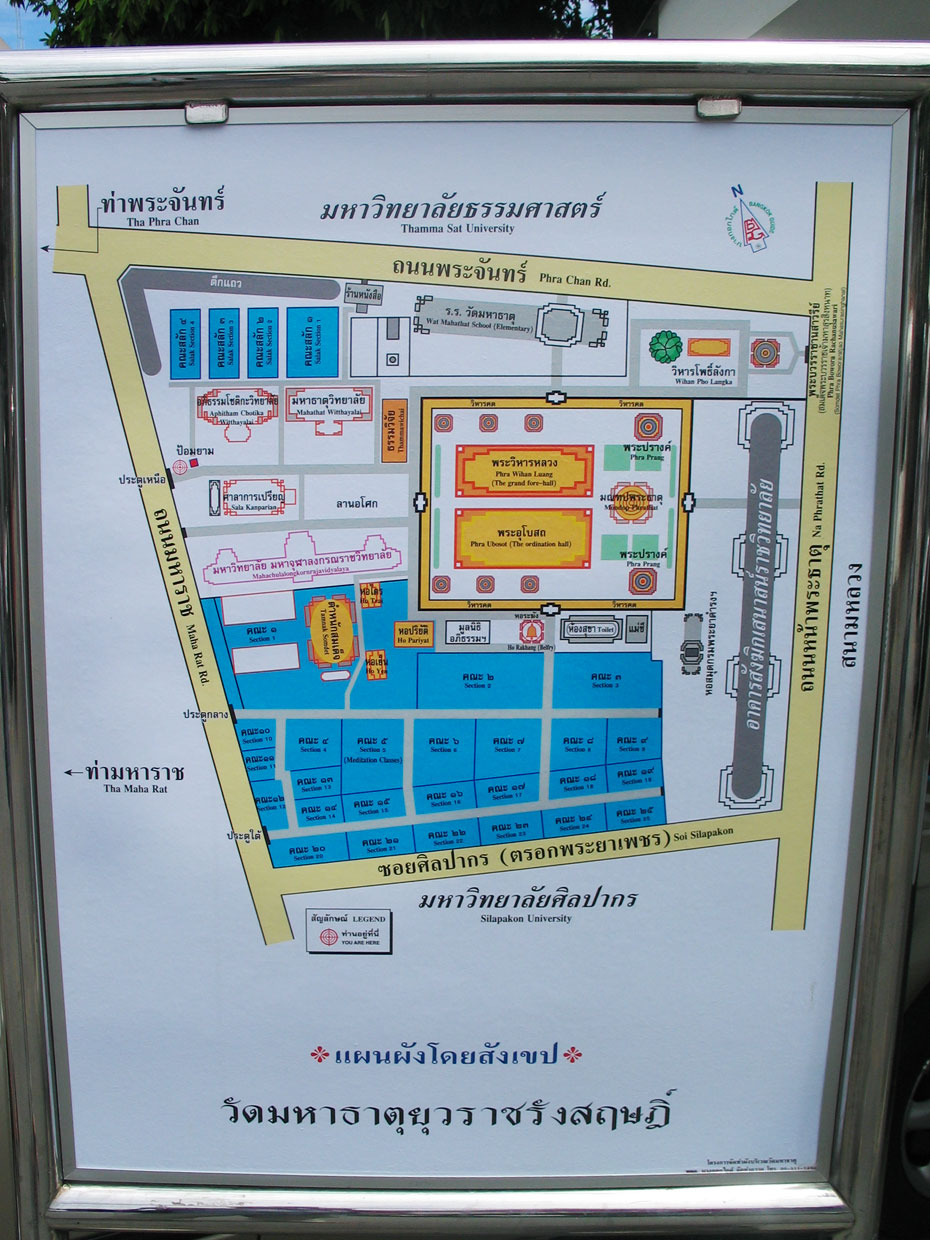
Plan des heutigen Tempels

Der Mondop wurde nach dem Vorbild eines ähnlichen Gebäudes im Wat Phra Si Sanphet, dem Tempel des Königspalastes in Ayutthaya, gestaltet. Er hatte einen quadratischen Grundriss und ein spitzes, kegelförmiges Dach und enthielt eine goldene Chedi. Sie war wohl dazu ausersehen, später die Asche verstorbener Könige aufzunehmen.
Hinter dem Mondop standen der Ubosot und der Wihan direkt nebeneinander. Nördlich des Wihan wurde ein Prang und ein Paar Chedis errichtet, zusätzlich zwei weitere Prang hinter dem Wihan. Diese Gebäudegruppe wurde von einer offenen Galerie (Phra Rabieng) eingeschlossen, in der einige sitzende Buddha-Statuen aufgestellt wurden.
Außerhalb der Galerie wurde ein Glockenturm (Hor Rakhang) und gegenüber davon eine Bibliothek (Hor Trai) errichtet. Die beiden letzteren Gebäude wurden später an ihre heutige Position versetzt. Der Sala Kan Parien (Studierhalle) wurde da aufgestellt, wo er sich noch heute befindet. Kutis wurden aus Holz gebaut, das des Abtes jedoch aus Ziegelsteinen.
Als die Umbauarbeiten abgeschlossen waren, verlieh der Uparat dem Kloster den Namen Wat Nibbanarama (Tempel des Nirvana), ein Name, der in der Nomenklatur von Ayutthaya und Sukhothai bisher unbekannt war, der aber die Wichtigkeit widerspiegelt, zu der der König diesen Ort ausersehen hatte.

### Das neunte Konzil
Da wichtige buddhistische Texte durch die Zerstörung Ayutthayas durch die Burmesen 1767 verloren gegangen waren, rief König Phra Phutthayotfa zusammen mit seinem Uparat ein Konzil ein, um die Texte zu vervollständigen und neu in Büchern aus Blättern der Corypha-Palme (Corypha umbraculifera) aufzuschreiben. Wat Nibbanarama wurde als Zentrum des Konzils auserwählt, dazu wurde der Tempel erneut umbenannt in Wat Phra Si Sanphet (วัดพระศรีสรรเพชญ). Das Konzil wurde von beiden Königen am 12. November 1788 eröffnet. Es dauert fünf Monate, es nahmen 218 Bhikkhus sowie 32 buddhistische Gelehrte unter der Leitung des Obersten Patriarchen daran teil. Dieses war das zweite Mal, dass ein Konzil auf thailändischem Boden abgehalten wurde.
Die überarbeitete Version der siamesischen Tripitaka enthielt am Ende 288 Manuskripte in 3686 Palmblatt-Büchern. Diese wird noch heute „Konzil-Ausgabe“ oder „Ausgabe der Alten Meister“ genannt. Der König ließ sich eine eigene Kopie anfertigen, die „Große Goldene Ausgabe“, da sie in Goldbrokat eingebunden und durch goldene Bänder zusammengehalten wurde.

### Zerstörung

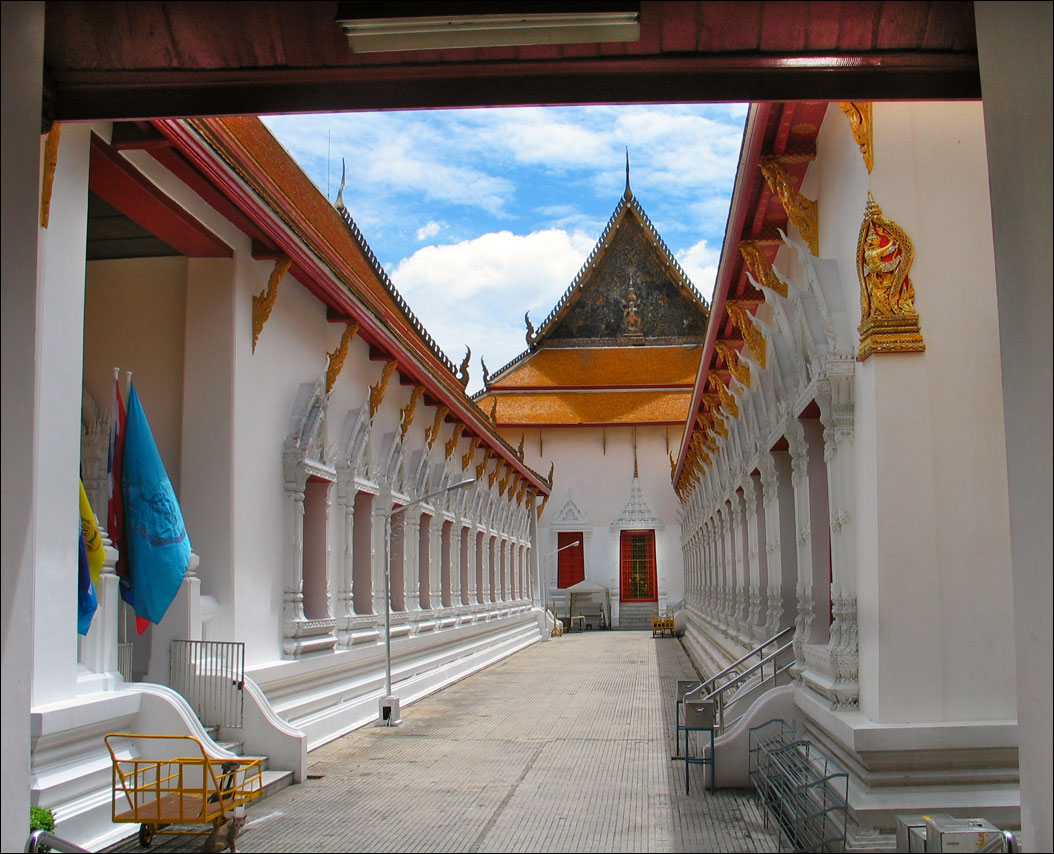
Wihan, Mondop und Ubosot des Wat Mahathat. Ganz oben rechts ist ein Bai Sema sichtbar.

In der Nacht zum 2. April 1802 wurde das Kloster fast vollkommen zerstört. Einige Mönche vergnügten sich mit Feuerwerk, dabei fing das Dach des Mondop Feuer, welches sich schnell auf die benachbarten Gebäude ausbreitete. Mondop, Wihan und Ubosot brannten bis auf die Grundmauern nieder.
Der Uparat machte sich eilig an den Neuaufbau. Dabei wurde der Mondop in seiner heutigen, schlichten Form neu errichtet, im Innern befindet sich ein weiterer Mondop, welcher nach allen Seiten offen ist und in der Mitte eine Chedi enthält, ähnlich wie beim vorhergehenden Bau. Der Bot wurde vergrößert, so dass seine Grenzsteine (Bai Sema) in die Wände eingelassen werden mussten, er ist nun 20 m breit und 50 m lang, mit vielen in Stuck gefassten, hohen Fenstern und vier Türen in den Seitenwänden. Der Wihan behielt seine vorherige Größe, so ergab sich eine leichte Unsymmetrie.

### Tod des Uparat
Surasinghanat, der „Zweite König“, war bereits vor einigen Jahren an Krebs erkrankt, manche Chroniken geben auch Cholera als Krankheit an. Im Laufe des Jahres 1803 verschlimmerte sich sein Zustand aber drastisch, er wurde stark depressiv und cholerisch. Einige Tage vor seinem Tod nach einem missglückten Selbstmordversuch im Tempel sprach er einen Fluch gegen alle zukünftigen Bewohner des „Vorderen Palastes“ aus, die nicht zu seinen direkten Nachkommen zählten. Er starb um Mitternacht des 3. November 1803. Da zusätzlich mehrere Söhne des Uparat einen Umsturzversuch gegen den König geplant hatten, erwog dieser, seinem Bruder die königlichen Riten bei der Kremation zu verweigern. Aus diesen Gründen wagte lange Zeit niemand, sich um den Erhalt des Tempels zu kümmern, den Surasinghanat gegründet hatte.

### Wat Si Rattana Mahathat
Im Jahr 1804 beschloss König Phra Phutthayotfa, im Tempel die Abschlussprüfung der Pali-Sprache zur Erlangung des Doktortitels abzuhalten. Aus diesem Grund wurde der Name des Tempels noch einmal geändert. Der neue Name lautete Wat Si Rattana Mahathat (Tempel der Heiligen Juwelenbesetzten Großen Reliquie – วัดพระศรีรัตนมหาธาตุราชวรมหาวิหาร), da alle historischen Hauptstädte Siams einen Tempel dieses Namens hatten, in dem der Oberste Patriarch residierte.

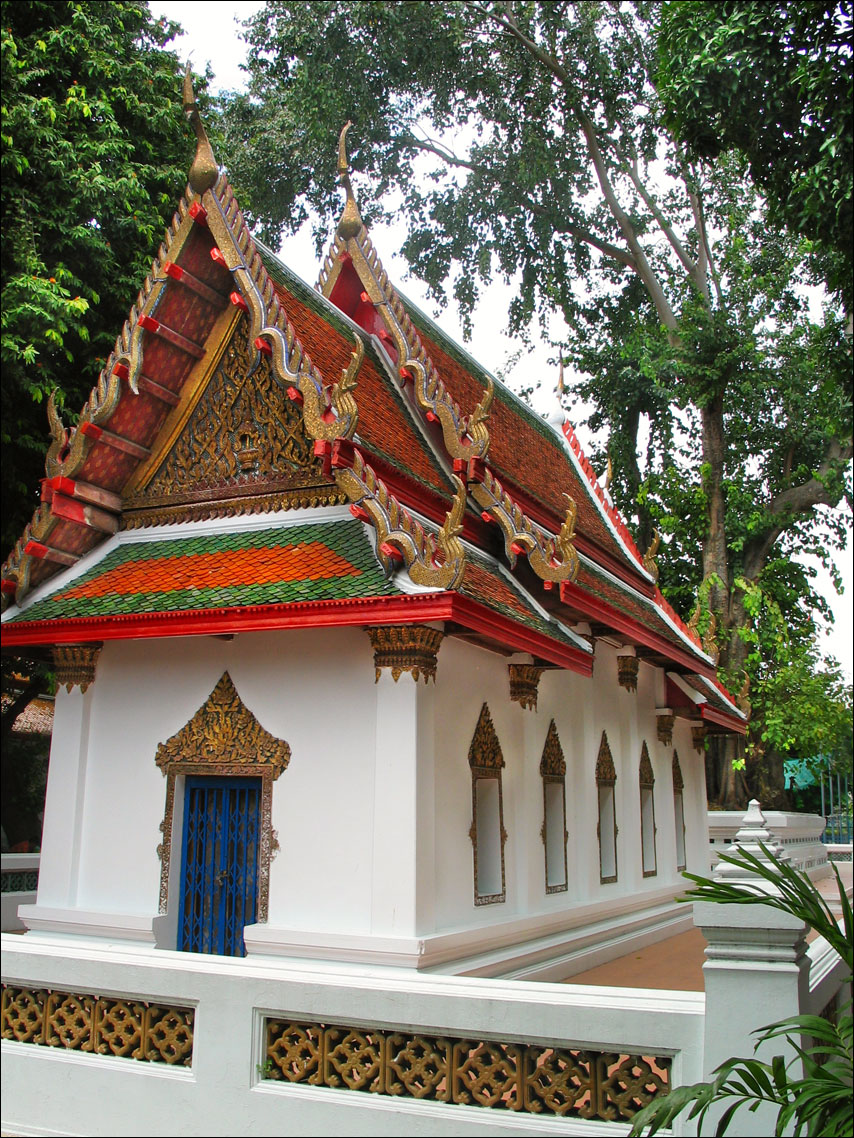
„Wihan Pho Langka“ und Bodhibaum, Wat Mahathat

Im März 1817 wurde ein neuer Oberster Patriarch (Sangharaja) einberufen, der 67-jährige Somdet Phra Vanaratana, welcher wiederum gleichzeitig Abt des Wat Mahathat wurde. In seiner Amtszeit wurde der buddhistische Feiertag Visakha Puja wieder eingeführt. Er wird seit 1817 jedes Jahr im sechsten Mondmonat (meist: Mai) abgehalten. Bereits vor seiner Nominierung zum Sangharaja hatte der Patriarch 1814 als Abt des Wat Ratchaburana acht Mönche auf eine buddhistische Missionsreise nach Ceylon geschickt, um die traditionellen Beziehungen beider Sangha zu erneuern, die seit dem Fall von Ayutthaya unterbrochen waren. Im Juli 1818 kehrten sie nach einer abenteuerlichen Reise in die siamesische Hauptstadt zurück. In ihrem Gepäck hatten sie sechs Ableger des Bodhibaumes, welcher von dem ursprünglichen Baum im heutigen Bodhgaya stammt, unter dem der Buddha seine Erleuchtung erfuhr. Als Residenz des Obersten Patriarchen des Sangha erhielt Wat Mahathat einen der Ableger. Er wurde in der nordöstlichen Ecke des Klosters eingepflanzt, wo er noch heute gedeiht.

### Prinz Mongkut
In der Zwischenzeit war im Kloster der Großen Reliquie eine spätere Berühmtheit ordiniert worden. Gemäß der Tradition sollten die männlichen Mitglieder besonders der königlichen Familie für zwei Perioden eine Zeitlang dem Mönchsorden angehören, zunächst als Novize im Alter von 14 und ein zweites Mal als Mönch im Alter von 21 Jahren. Prinz Mongkut, zu jener Zeit 14 Jahre alt, Sohn von König Phra Phutthaloetla und dessen erster Gemahlin Königin Sri Suriyendra, trat daher am 24. Mai 1817 für sieben Monate in den buddhistischen Orden ein. Der Prinz bekam seinen eigenen Kuti im Nordosten des Klosters.
Kaum dass Prinz Mongkut im Jahre 1824 zum zweiten Male im Wat Mahathat ordiniert worden war, starb sein Vater, König Phra Phutthaloetla. Obwohl Mongkut der nächste in der Thronfolge gewesen wäre, verzichtete er auf die Königswürde zugunsten seines einflussreichen Halbbruders Nangklao. Mongkut übte sich im folgenden Jahr in Meditation im Wat Samorai (heute: Wat Rachathiwat), welches damals noch einsam weit vor der Stadt im Wald lag. Anschließend kehrte er zum Wat Mahathat zurück, um hier die Pali-Sprache zu studieren. Eine Prüfung nach drei Jahren Studium absolvierte er unter Anwesenheit des Königs mit solcher Bravour, dass er zum Leiter der Prüfungskommission ernannt wurde. In den darauf folgenden Jahren hielt er sich zur Vertiefung seiner Studien hauptsächlich im Wat Samorai auf. Er behielt jedoch seine Unterkunft im Wat Mahathat, wohin er bis zu seiner Ernennung als Abt des Wat Bowonniwet ab und zu zurückkehrte.

### Restaurierung durch König Nang Klao
Im Jahr 1842 starb der Oberste Patriarch. Sein Nachfolger weigerte sich jedoch, seine Residenz im Wat Mahathat zu beziehen, denn seit 40 Jahren war aufgrund des Fluchs seines Gründers nichts zum Erhalt der Tempelgebäude unternommen worden. Erst zwei Jahre später erklärte sich König Phra Nang Klao bereit, Restaurierungsmaßnahmen einzuleiten, da er, wie er meinte, mittlerweile ein Alter erreicht habe, wo ihm der Fluch nichts mehr ausmacht.
Alle Gebäude wurden nach ihrem ursprünglichen Bauplan erneuert, nur der Wihan wurde vorne und hinten um ein Vordach erweitert. Der Glockenturm und die Bibliothek wurden an ihren heutigen Ort versetzt. Die meisten Änderungen erfuhr der Sanghawat, der Wohnbereich der Mönche, alle Kutis wurden jetzt aus Ziegelstein errichtet. Es wurden Unterkünfte für etwa 1000 Mönche gebaut, daher wurden sie in dreizehn Gruppen eingeteilt.

### König Mongkut
Als König Nang Klao am 2. April 1851 starb, waren die Bauarbeiten fast abgeschlossen. Unter dem neuen König Mongkut konnten die letzten Arbeiten erledigt werden. Während Mongkuts Regierungszeit wurde nur ein Pavillon im Nordosten des Klosters errichtet, wo sein Kuti gestanden hatte. Der Pavillon wurde später „Wihan Pho Langka“ (Pavillon des Bodhibaumes aus Ceylon) genannt.

### König Chulalongkorn
Im Jahr 1889 Wurde Phra Devamoli Dit zum Abt berufen. Im Auftrage von König Chulalongkorn (Rama V.) hat er die erste gedruckte Version der siamesischen Tripitaka vorbereitet.
Im Jahre 1887 hatte der König eine religiöse Schule im Kloster gegründet, die ebenfalls 1889 den Unterricht aufnahm. Diese Schule hatte bereits seit langer Zeit auf dem Gelände des Großen Palastes bestanden. Mönche wurden hier von sechs Laien-Professoren unterrichtet, die vom König selber bezahlt wurden. Nun fand der Unterricht in einem Pavillon statt, welcher sich östlich auf dem Kloster-Gelände befand. Diese Schule, aus welcher später die Chulalongkorn-Universität entstand, wurde aber 1898 in den Wat Sudarchana verlegt. Der Abt gründete an ihrer Stelle eine Schule für die Pali-Sprache. Die Lehrer dieser Pali-Schule kamen aus den Reihen der Kloster-Mitglieder. Das Schulgebäude war ursprünglich in der Regierungszeit von König Nang Klao als Kuti des Abtes und des Obersten Patriarchen erbaut worden. Für die Schule wurde es entsprechend umgebaut und vergrößert. Aus dieser Schule entstand die buddhistische Mahachulalongkornrajavidyalaya-Universität.
1895 starb Prinz Vajirunhis, der vom König Chulalongkorn bereits zum Thronerben bestimmt worden war. Für die Feierlichkeiten zur Kremation des Prinzen wurde eine große Menge Geld vorgesehen. Der König entschied, in Zukunft die Kosten etwas zu senken, indem bereits jetzt ein festes Gebäude errichtet wurde, um die Urne mit dem Leichnam aufzubahren. Denn bisher wurden die Zeremonial-Gebäude der königlichen Einäscherung nach den Feiern wieder abgerissen. Um diesen Plan auszuführen, wurde zuerst die östliche Mauer des Klosters abgerissen, wie auch einige Sala und Kuti in der Nähe. Als der vorgesehene Platz eingeebnet worden war, legte der König im September 1896 den Grundstein. Die Arbeiten gingen nur sehr langsam voran, so dass die Kremation des Thronerben im Jahr 1900 noch außerhalb des Gebäudes stattfand. Auch als der König 1910 verstarb, war das Bauwerk noch immer nicht fertig. Erst König Vajiravudh konnte am 6. Januar 1916 dort die National-Bibliothek einweihen. Sie wurde „Hor Phra Samut Samrap Phra Nakhon“ (Hauptstadtbibliothek) genannt. Heute heißt dieses ockergelbe Gebäude „Thawon Watthu Gebäude“.